# Melankomas z Karii
Melankomas z Karii (gr. Μελαγκόμας) – starożytny grecki bokser żyjący w I wieku n.e., olimpijczyk.
Syn Melankomasa, pochodził z Karii na wybrzeżu Azji Mniejszej. Odniósł zwycięstwo w boksie na igrzyskach olimpijskich w roku 49, a także na igrzyskach pytyjskich. Miał być pięknym i wysokim mężczyzną, odznaczającym się także zaletami moralnymi. Zdobył sobie sławę nietypową metodą walki bokserskiej: nigdy nie zadawał przeciwnikowi ciosu, tak długo – nieraz przez cały dzień trwania zawodów – skutecznie parując jego ataki, aż ten wymęczony w końcu poddawał się.
Czyny i przymioty Melankomasa opiewał Dion Chryzostom w swojej 28 i 29 mowie. Według świadectwa żyjącego w IV wieku filozofa Temistiosa sportowiec miał być jakoby kochankiem cesarza Tytusa.